# Chappes (Aube)
Chappes é uma comuna francesa na região administrativa de Grande Leste, no departamento de Aube. Estende-se por uma área de 9,75 km². Em 2010 a comuna tinha 337 habitantes (densidade: 34,6 hab./km²).